# Pyramide (Sluis)
Pyramide (Zeeuws: Pieremie) is een buurtschap in de gemeente Sluis, in de Nederlandse provincie Zeeland. De buurtschap, in de regio Zeeuws-Vlaanderen, is gelegen aan de "Pyramide" ten zuiden van de N680 en Kapitalendam. Pyramide bestaat uit een twintigtal huizen. Vroeger had de buurtschap een tramstation, inmiddels is dit station niet meer in gebruik, maar het gebouw is nog als woonhuis aanwezig.

## Naamgeving
Hoe de buurtschap aan zijn naam komt is niet met duidelijkheid te zeggen. Het meest betrouwbare verhaal is dat er hier vroeger een monument in de vorm van een piramide lag. Andere zeggen dat de buurtschap is vernoemd naar een op een piramide lijkend dak van een huis. Weer een ander verhaal gaat, dat er ooit bij de buurtschap een schans in de vorm van een piramide heeft gelegen en dat de daar de naam vandaan komt. Het Oostfort, gelegen bij de buurtschap, had ook als bijnaam fort Pyramide.

## Het fort
Het Oostfort (ook wel Fort Pyramide) behoorde een uitbreiding van de Passageule-Linie die kort na 1604 door de Staatsen werd aangelegd langs de kreek de Passageule. De uitbreiding stamt uit 1702 en werd ontworpen door Menno van Coehoorn. Ze staat bekend als de Oude Linie.
De linie werd in 1747 door de Fransen veroverd. Het fort ligt in het uiterste oosten van de geul Passageule-Linie. Grondwerk, dijk en duiker zijn nog aanwezig op de plaats van het voormalige fort.
Steden: Aardenburg · IJzendijke · Oostburg · Sint Anna ter Muiden · Sluis

Dorpen: Breskens · Cadzand · Eede · Groede · Hoofdplaat · Nieuwvliet · Retranchement · Schoondijke · Sint Kruis · Waterlandkerkje · Zuidzande

Buurtschappen: Akkerput · Bakkersdam · Balhofstede · Biezen · Boerenhol · Braamhul · De Brabander · De Bracke · Cadzand-Bad · Cathelijneschans/Schans · Dam · De Dam · Draaibrug · Halve Maantje · Hans Vriezeschans · Het Eiland · Goedleven · Groeneboomgaard · Grootendam/De Hoogedam · Heille · Hoogendijk · Hoogeweg · Kapitalendam · Ketelaarstraat · Klakbaan · Klein-Brabant · Konijnenberg · Koninginnehaven · Kruisdijk · Kruishoofd · Maagdenberg · Maagd van Gent (deels) · Maaidijk · Marollenput · Moershoofde (deels) · Moleke (deels) · Molentje · Mollekot (deels) · De Munte · Nieuwesluis · Nieuwland · Nieuwvliet-Bad · Nolle · Nummer Een · Oostburgsche Brug · Oosthoek (deels) · Oudeland · Oudemenne · De Pas · Plankenpoortje · Plakkebord · De Platluis · Polderstraat/Steenoven · 't Poldertje · Ponte · Ponte-Avancé · Pyramide · Rijksweg · Ronduit · Roodenhoek · Sasput · Scherpbier · Sint Pieter · Slepershaven/Slapershaven · Slijkplaat · Slikkenburg · Sluissche Veer · Smedekensbrugge · Spitsbroek · Steenhoven · Steenoven · Stenen Heule · Stroopuit · Terhofstede · Ter-Moere · Tol (Schoondijke) · Tol (Waterlandkerkje) · De Tol · Tragel · Turkeye · Valeiskreek · Veldzicht · Veldzicht (deels) · De Verkorting · Verklikker · Vuilpan · Wafeldorp · Waterhoek · Waterloo · Zandertje · Het Zwindorp

Historische plaatsen: De Keizer · Oude Stad (Aardenburg) · Pannenhuis · Potjes

Zeeland: Steden en dorpen in Zeeland      Nederland: Provincies · Gemeenten